# Melanodryas
Melanodryas là một chi chim trong họ Petroicidae.